# Gerald Vanenburg
Gerald Mervin Vanenburg (* 5. března 1964, Utrecht) je bývalý nizozemský fotbalista. Nastupoval většinou na pozici krajního záložníka.
Dvakrát byl vyhlášen nizozemským fotbalistou roku v anketě Gouden Schouen (v letech 1988 a 1989).

## Klubová kariéra
Byl členem slavného mužstva PSV Eindhoven 80. let. Vyhrál s PSV Pohár mistrů evropských zemí 1987/88. Pětkrát se s ním stal mistrem Nizozemska (1986/87, 1987/88, 1988/89, 1990/91, 1991/92) a třikrát získal nizozemský pohár (1987/88, 1988/89, 1989/90). Domácí trofeje však sbíral i s Ajaxem Amsterdam, tři tituly mistra (1981/82, 1982/83, 1984/85) a dva domácí poháry (1982/83, 1985/86).

## Reprezentační kariéra
Zúčastnil se Mistrovství světa hráčů do 20 let 1983 v Mexiku, kde byli mladí Nizozemci vyřazeni ve čtvrtfinále svými vrstevníky z Argentiny (prohra 1:2).
V A-mužstvu Nizozemska debutoval v 18 letech 14. 4. 1982 v přátelském utkání v Eindhovenu proti týmu Řecka (výhra 1:0).
S nizozemskou reprezentací získal zlatou medaili na mistrovství Evropy roku 1988 v Německu. Odehrál zde všechny zápasy, které přinesly Oranjes nakonec historický úspěch. Hrál i na mistrovství světa v Itálii roku 1990, ovšem nastoupil jen na poločas v zápase proti Egyptu. Celkem odehrál v letech 1982–1992 za národní mužstvo 42 zápasů, v nichž vstřelil 1 gól.

## Trenérská kariéra
Později působil jako trenér, vedl například Mnichov 1860 či PSV Eindhoven.